# 도미나가 교지
도미나가 교지(일본어: 富永恭次, 1892년 1월 2일~1960년 1월 14일)는 일본 제국의 육군 군인이다. 최종 계급은 육군 중장. 태평양 전쟁 때 가미카제 공격명령을 내린 사람으로 유명하다.

## 같이 보기
- 다나카 신이치(田中新一)
- 핫토리 다쿠시로(服部卓四郎)
- 쓰지 마사노부